# Eugenie Trützschler
Eugenie Trützschler (auch Eugenie Trützschler von Falkenstein, * 8. Juli 1950 in Prag), geb. Fügner (Fügnerová), ist eine tschechisch-deutsche Politologin, Lehrerin, Beamtin und Schriftstellerin.

## Leben
Nach der Emigration mit ihrer Mutter nach Deutschland im Jahre 1967 legte sie das Examen als staatlich anerkannte Krankenschwester ab und machte 1972 Abitur.
1974 legte sie die Erste Lehramtsprüfung mit Schwerpunkten Deutsch und Geschichte ab und 1976 das Diplom in Politologie an der Universität München mit der Arbeit Föderalismus in der Tschechoslowakischen Sozialistischen Verfassung im Vergleich mit der Verfassung der Volksrepublik Jugoslawien.
Sie promovierte 1982 zur Dr. phil. mit einer Arbeit zum Thema Der Kampf der Tschechen um die historischen Rechte der böhmischen Krone im Spiegel der Presse 1861–1879.
Darin beschreibt sie die öffentlichen Diskussionen über staatsrechtliche Forderungen der tschechischen bürgerlichen Politiker und des tschechisch gesinnten konservativen Adels in Böhmen nach dem Ende des Neoabsolutismus 1859 bis zu der Rückkehr der Tschechen in den Wiener Reichsrat, aus dem sie im Jahre 1863 ausgetreten waren. Analog zu den Autonomiebestrebungen in anderen Regionen der Habsburgermonarchie strebte man im 19. Jahrhundert innerhalb der österreichischen Reichshälfte Österreich-Ungarns einen deutsch-böhmischen Ausgleich zwischen der Bevölkerungsmehrheit der Tschechen und der deutschsprachigen Minderheit in den Ländern der böhmischen Krone an.
1983 folgte die Zweite Lehramtsprüfung. Anschließend arbeitete sie bis 1992 im bayrischen Schuldienst mit Schwerpunkt Deutsch für Ausländer, 1991–1992 Fortbildung zum Thema Deutsch als Zweitsprache mit Türkisch.
Von 1979 bis 1992 war Trützschler Lehrerin in Bayern.
Seit 1992 bis zu ihrer Pensionierung 2013 war sie im Thüringer Staatsdienst tätig, zuletzt bei Stiftung Ettersberg in Weimar. Seit 1992 lehrt sie als Dozentin an der TU Ilmenau und an der Universität Prag. Im Jahre 2018 wurde sie zum Mitglied des P.E.N.-Zentrum deutschsprachiger Autoren im Ausland gewählt. Seit dem 1. Januar 2021 ist sie Mitglied im Tschechischen Zentrum des internationalen P.E.N.–Klubs.
Die Schwerpunkte ihrer Tätigkeit als Universitätsdozentin sind staatsrechtliche Fragen der Osterweiterung der EU sowie Fragen der Minderheiten Europas. In ihren weiteren Forschungen und Publikationen befasst sie sich mit den Lebensverhältnissen an der Grenze zwischen der DDR und der Tschechoslowakei, mit der Rolle der Regionen innerhalb der Europäischen Union und mit der Stellung der Frau im vereinten Europa.
Ebenso ist sie Verfasserin von Romanen mit zeitgenössischem politischem Hintergrund. Die Herstellung des Dokumentarfilms Zwei Brüder – zwei Nationalitäten der Dokumentarfilmerin Petra Dombrowski begleitete sie mit ihrer wissenschaftlichen Expertise.
Eugenie Trützschler lebt mit ihrem Mann in Thüringen, sie haben zwei erwachsene Kinder.

„Ich denke, mit der Identität ist das nicht so einfach. Und deshalb finde ich es wichtig, die Gemeinsamkeiten zwischen den Nationen herauszuarbeiten und nicht das Trennende.“

## Werke (Auswahl)
- Der Kampf der Tschechen um die historischen Rechte der böhmischen Krone im Spiegel der Presse 1861–1879. Verlag Otto Harrassowitz, Wiesbaden 1982, ISBN 3-447-02255-8 (Dissertation an der Universität München).
- Frauen früher und heute. Wann begann die Emanzipation? In: Der Staatsbürger; Beilage der Bayerischen Staatszeitung Juli und August 1985.
- Reichswehr und „Machtergreifung“ – Generalität erliegt zunehmend Hitlers Einfluss. In: Der Nationalsozialismus. Band I: 1933–1935. Bayerische Landeszentrale für politische Bildungsarbeit, München 1985.
- Von der Mutter zur Munitionsarbeiterin. Die Frau in der Ideologie und Praxis des NS Regime. In: Der Nationalsozialismus. Band II: 1935–1939. Bayerische Landeszentrale für politische Bildungsarbeit, München 1989.
- Kunst ist, was dem Führer gefällt. Kunst und Wissenschaft im Dienste des NS Systems. In: Der Nationalsozialismus. Band II: 1935–1939. Bayerische Landeszentrale für politische Bildungsarbeit, München 1989.
- Das Ende von Masaryks Traum. In: Via Regia. I/2, 1993.
- Gleichstellung der Völker kontra Diktatur des Proletariats. In: Via Regia. I/5, 1993.
- Das Eigene am Fremden erkennen – ein Projekt der Euregio Egrenis. In: Regionale Zusammenarbeit 99. Tagungsband der internationalen Konferenz. Hrsg. Schlesische Universität in Troppau und die Hochschule für Handel in Katowice, 1999.
- Die neuen Bundesländer, ein Sonderfall auch der Medientransformation. In: The Role of Communication for Boosting Democracy, Open Society and Free Market Economy. 2000.
- Medien als Mittel der Konfliktbewältigung, Minderheiten und Medienrechte in der Tschechischen Republik. Vortrag im Rahmen des 46. Internationalen wissenschaftlichen Kolloquiums an der Technischen Universität Ilmenau vom 24.–27. September 2001. Veröffentlicht auf CD-ROM, 2001.
- Das Eigene am Fremden erkennen – ein grenzueberschreitendes Bildungsprojekt in der Euregio-Egrensis. Interview mit Radio Praha, 10. Dezember 2001.
- Die Suche nach dem Prinzen im goldenen Westen. Roman. Books on Demand, 2001, ISBN 3-8311-2466-3.
- Hledání prince na zlatém západě. Primus 2003, ISBN 80-86207-52-8.
- Mittelosteuropa – Nationen, Staaten, Regionen – Die Erweiterung der Europäischen Union aus der historischen Perspektive. Verlag Peter Lang, Frankfurt 2005, ISBN 3-631-53568-6.
- Modelle des Schutzes der nationalen Minderheiten. In: Tagungsband: Politická kultura-Politische Kultur. Hrsg. von Eugenie Trützschler und Emil Voráček. Prag 2007, S. 47–77.
- Aktion Nikola: postup a cíle získávání emigrantů pro potřeby státní bezpečnosti V: Aktivity NKVD/KGB a její solupráce s tajnými službami střední a východní Evropy 1945–1989; ve sborníku mezinárodní konference, vydal: Ústav prostudium totalitních režimů. (Aktion Nikola: Das Vorgehen und die Ziele der Gewinnung der Emigranten für die Belange der Staatssicherheit. In: Aktivitäten des NKVD/KGB und seine Zusammenarbeit mit Geheimdiensten Mittel- und Osteuropas 1945–1989 im Sammelband der internationalen Konferenz. Hrsg. USTR – Institut für das Studium der totalitären Regimes). Prag 2009, S. 121–133.
- Die Stellung der Regionen in Europa. INTEREG, München 2010, ISBN 978-3-9806626-5-9.
- Die Grenze zwischen Ost und Ost. Die Zusammenarbeit im Geiste der altösterreichischen Biertischideologie und dem preußischen Gehorsamsdrill: Die Bruderstaaten Tschechoslowakische Sozialistische Republik und die Deutsche Demokratische Republik im gesamteuropäischen Kontext (1960–1990). In: Dějepis XXIV, sbronik katerdry historie. Pilsen 2011.
- Die Aktion Nikola. In: Markus A. Meinke (Hrsg.): Die tschechisch-bayerische Grenze im Kalten Krieg in vergleichender Perspektive. Regensburg 2011, S. 69–79.
- Die Zusammenarbeit der Geheimdienste der CSSR und der DDR 1969–1989. In: Gerbergasse 18; Thüringer Vierteljahresschrift für Zeitgeschichte und Politik. Heft 61, 2011, S. 14–19.
- Die Grenze zwischen den Bruderstaaten, DDR und Tschechoslowakei 1955 bis 1990 im gesamteuropäischen Kontext. Lehrerhandreichungen in Deutsch und Tschechisch, Weimar 2011.
- Zur Rolle der Euroregionen in Europa. In: Hans-Joachim Veen (Hrsg.): Zwischenbilanzen, Thüringen und seine Nachbarn nach 20 Jahren. 2012, S. 215–235.
- Alltagsleben an der DDR–CSSR–Grenze 1960–1989. Lehrerhandreichungen mit didaktischen Hinweisen, Quellen und Beispielen; Projektleitung des Projektes der Stiftung Ettersberg und der Stadt Kraslice 2011–2012. 2012.
- Deutsch-tschechische Schulprojekte nicht nur ein Beitrag zum besseren Verstehen der gemeinsamen Geschichte. In: Martin Lukáš (Hrsg.): EuroRegio 2013 – Sborní konference. Tagungsband. 2013, S. 66–70.
- Spolupráce m ezi bratrskými státy NDR a ČSSR 1945–1989 v celoevropském kontextu (Zusammenarbeit zwischen den „Bruderstaaten“ DDR und ČSSR 1945–1989 im gesamteuropäischen Kontext.) In: Pavel Vaněk (Hrsg.): Ochrana státní hranice (Schutz der Staatsgrenze) 1945–1955. Edition Acta meisei technici brunensis, 2013, S. 72–80.
- Man hat uns unsere Identität genommen. Eugenie Trützschler über ihre Emigration nach Deutschland. Interview mit Radio Praha, 28. Januar 2014.
- Tourismus zwischen der DDR und der ČSSR aus der Perspektive der Ministerien für Staatssicherheit. In: Pavel Vaněk (Hrsg.): Ochrana státní hranice v 70 letech (Schutz der Staatsgrenze). Edition Acta meisei technici brunensis 2015, S. 59–67.
- Einheitserziehung im Geiste des Stolzes auf sozialistische Errungenschaften. Sinn des Lebens sind die Ideale des Sozialismus. In: Pavel Vaněk (Hrsg.): Ochrana státní hranice v padesátých letech 20. století. (Schutz der Staatsgrenze in den fünfziger Jahren des 20. Jahrhunderts). Edition acta technici brunensis, 2017, S. 172–183.
- Liberale Gehversuche. Prag im Aufbruch 1989. Gerhard Hess Verlag, Bad Schussenried 2019, ISBN 978-3-87336-639-8.
- Die Aktion Nikola in: Zeitschrift des Forschungsverbundes SED Staat Nr. 46/2020, S. 41–53
- Jazyk jako výraz národní identity - historický exkurs (Die Sprache als Ausdruck der nationalen Identität - historischer Exkurs) in: Malé jazyky a literatury ve velkém světě, Sborník příspěvků z mezinárodní konference k 95 výročí založení Československého PEN klubu (Kleine Sprachen in der großen Welt, Tagungsband der internationalen Konferenz anlässlich des 95. Jubiläums des Bestehens des Tschechoslowakischen PEN Klubs), Herausgeber: Tschechisches Zentrum des internationalen PEN Klubs, Prag 2020, hier S. 81–86
- Zusammenarbeit der „Bruderstaaten“ DDR und ČSSR während der Perestrojka und Glasnost in: Sborník: Ochrana státní hranice v osmdesátých letech 20. století. Pád Železné opony (Sammelband: Schutz der Staatsgrenze in den achtziger Jahren des 20. Jahrhunderts. Fall des Eisernen Vorhangs), editiert von Pavel Vaněk, Edition, in: acta musei technici Brunensis 2020, hier S. 153–177, zweisprachig.
- Fünfhunde / November 1938, Ausschnitt aus der Familientrilogie Nichtarbeitende Intelligenz in: Der Tagungsband der internationalen Konferenz Verfolgung - Vertreibung - Gedächtniskultur, Herausgeber: Tschechisches Zentrum des internationalen PEN Klubs, Prag 2020, hier S. 132–143, zweisprachig
- Rezension der Festschrift Die europäische Zivilisation und ihre Probleme, 2 Bd. Festschrift für Bedřich Loewenstein, Herausgeber: Simona Loewenstein, in: Brücken, Zeitschrift für Sprach-, Literatur- und Kulturwissenschaft, Herausgeber: stav germánských studii Filosofické fakulty University Karlovy (Institut der germanischen Studien der Philosophischen Fakultät der Karls-Universität), Prag. Nr. 27/1, 2020, hier S. 140–144
- Sonja-die Frau, die so gerne YSP Agenten spielte, Erzählung in: Zeitschrift des Forschungsverbundes SED Staat Nr. 47/2021, S. 173–177
- Die Nachkriegspolitik der Kommunistischen Partei im Zeichen der Heimatliebe und des Panslawismus in: Zeitschrift des Forschungsverbundes SED Staat Nr. 48/2021, S. 31–41
- Der Prager Frühling und die DDR in: Ost-West-deutsche Kultur-Geschichten. Hrsg.: Carsten Gansel und Janine Ludwig; Bd. 6. Edition Gegenwart 2021, hier S. 165–181
- Deutsch-böhmische Grenzerfahrungen, Vom Zusammenwachsen der Euregio Egrensis in: Wandernde zwischen den Welten, Erinnerungen und Betrachtungen aus vier Kontinenten, Festschrift zu Ehren von Ruth Weiss; 2022; Hrsg.: Frederick Lubich; hier S. 457–463

## Ehrungen, Auszeichnungen
- 1998 Euregio Egrensis Preis
- 2003 Preis des US Staates Wisconsin für Förderung der kulturellen und politischen Zusammenarbeit
- 2017 Masaryk-Medaille in Silber des Außenministeriums der Tschechischen Republik für langjährige Unterstützung der deutsch-tschechischen Zusammenarbeit im politischen und kulturellen Bereich und Verbreitung des guten Namens der Tschechischen Republik im Ausland
- 2021 tschechisch-deutscher Brückenbauer-Preis des Centrums Bavaria Bohemia, gefördert vom Deutsch-Tschechischen Zukunftsfonds und vom Landkreis Schwandorf